# Kenjiro Yoshigasaki
Kenjiro Yoshigasaki (født i 1951 i Kagoshima, Japan, død 12. februar 2021) var grundlægger af Ki no Kenkyukai Association Internationale.
Han trænede aikido under Koichi Tohei. I 1977 kom han til Europa, og var her den regionale chefinstruktør for Ki no Kenkyukai.
I 2003 startede han sin egen organisation – Ki no Kenkyukai Association Internationale – hvor han videreførte sin fortolkning af Shin Shin Toitsu Aikido med over 190 klubber under sig i 26 forskellige lande, især i Europa og Sydamerika.

## Bøger
- En Fremmeds Indre Rejse : Veje til en ny perception ISBN 87-990245-0-0.
- (engelsk) Inner Voyage of a Stranger : Pathways to a New Perception (Kristkeitz 2002) ISBN 3-921508-71-1
- (fransk) Voyage intérieur d'un étranger, Vers une nouvelle perception (Holm's Forlag/Michido Publishing 2014 - ebog) ISBN 978-87-92916-03-7